# Möja konsumtionsförening

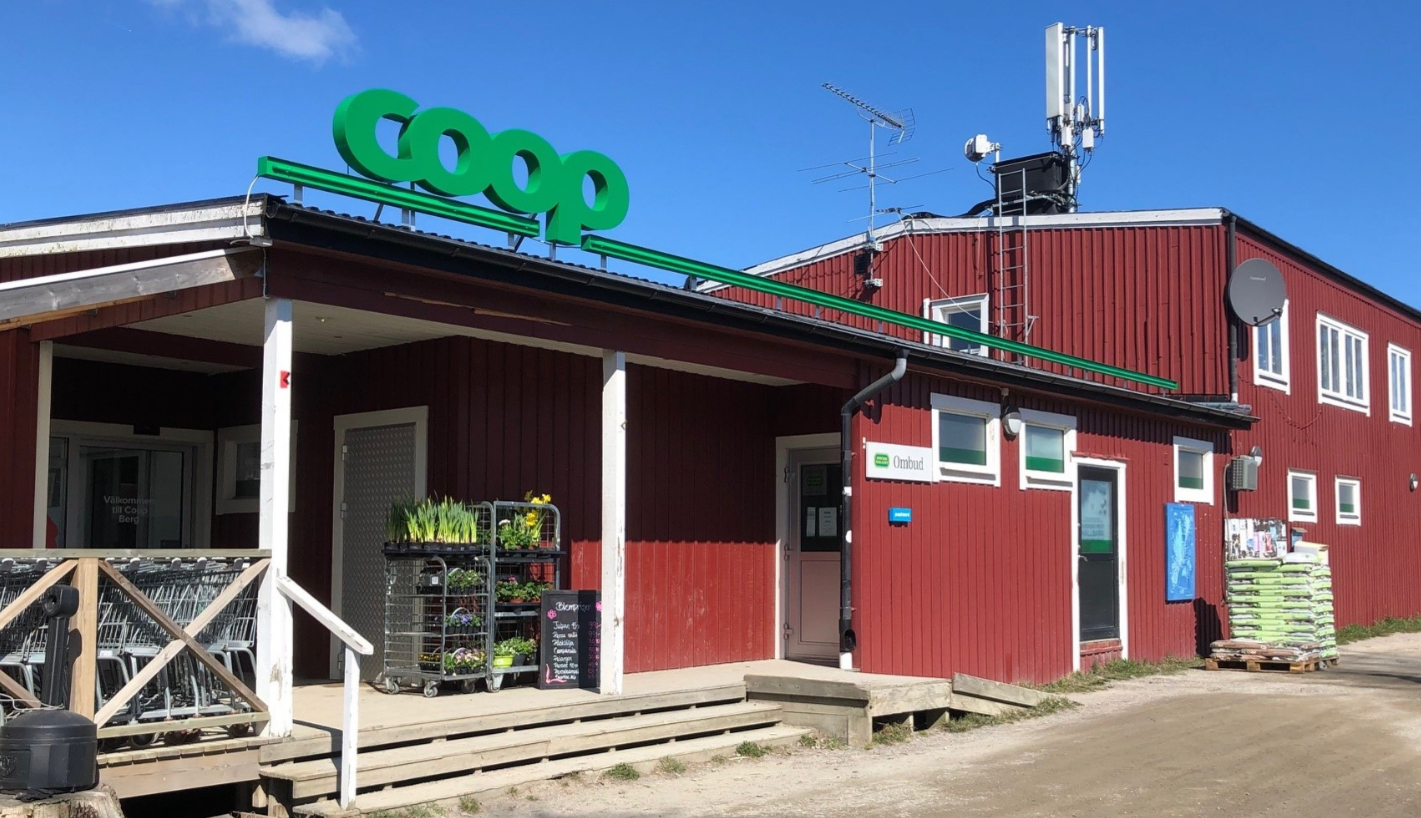
Coop-butiken i Berg har egen bensinstation nere vid ångbåtsbryggan.

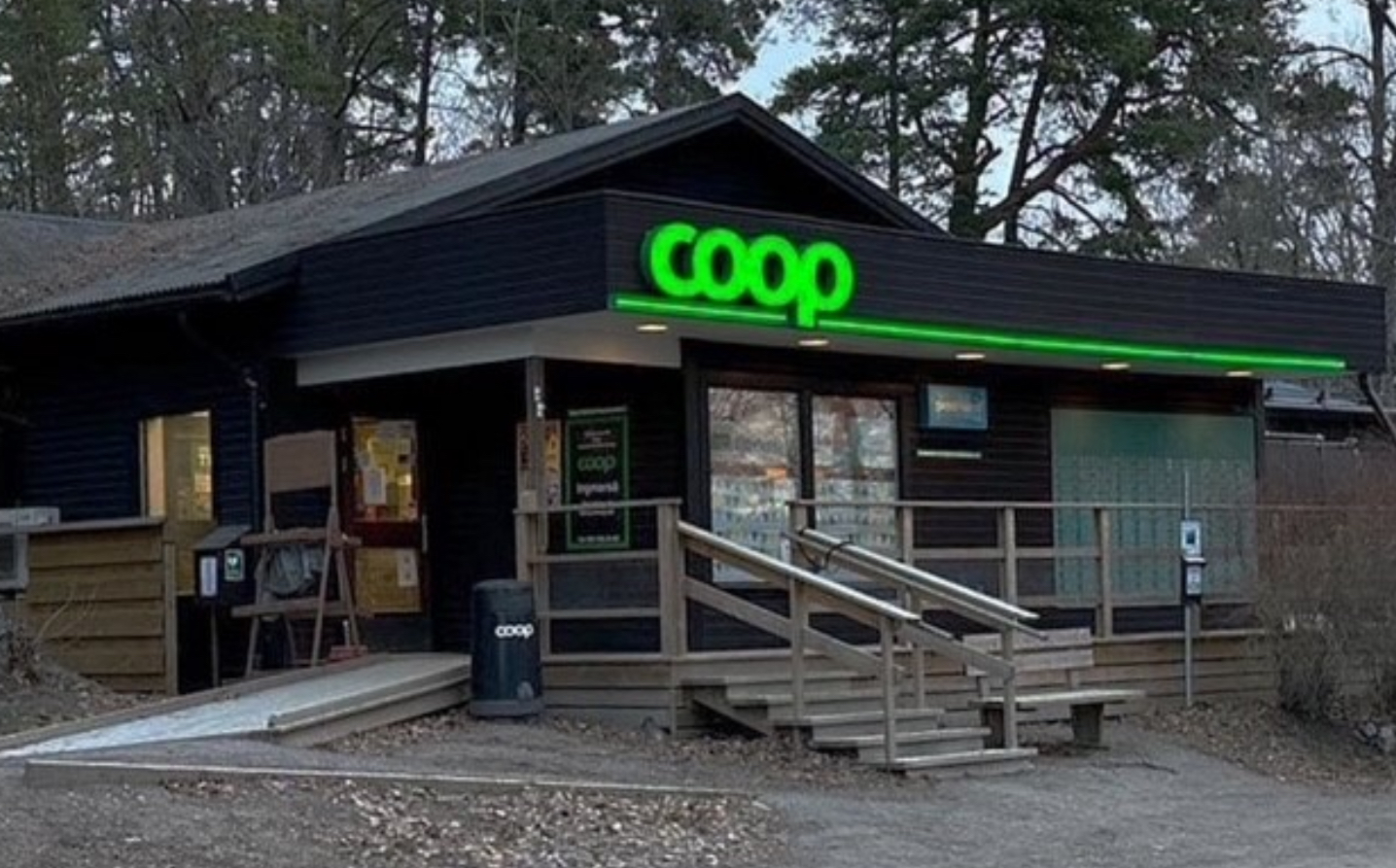
Coop-butiken på Ingmarsö ligger mittemellan ångbåtsbryggan och gästhamnen, där även bensinstationen finns.

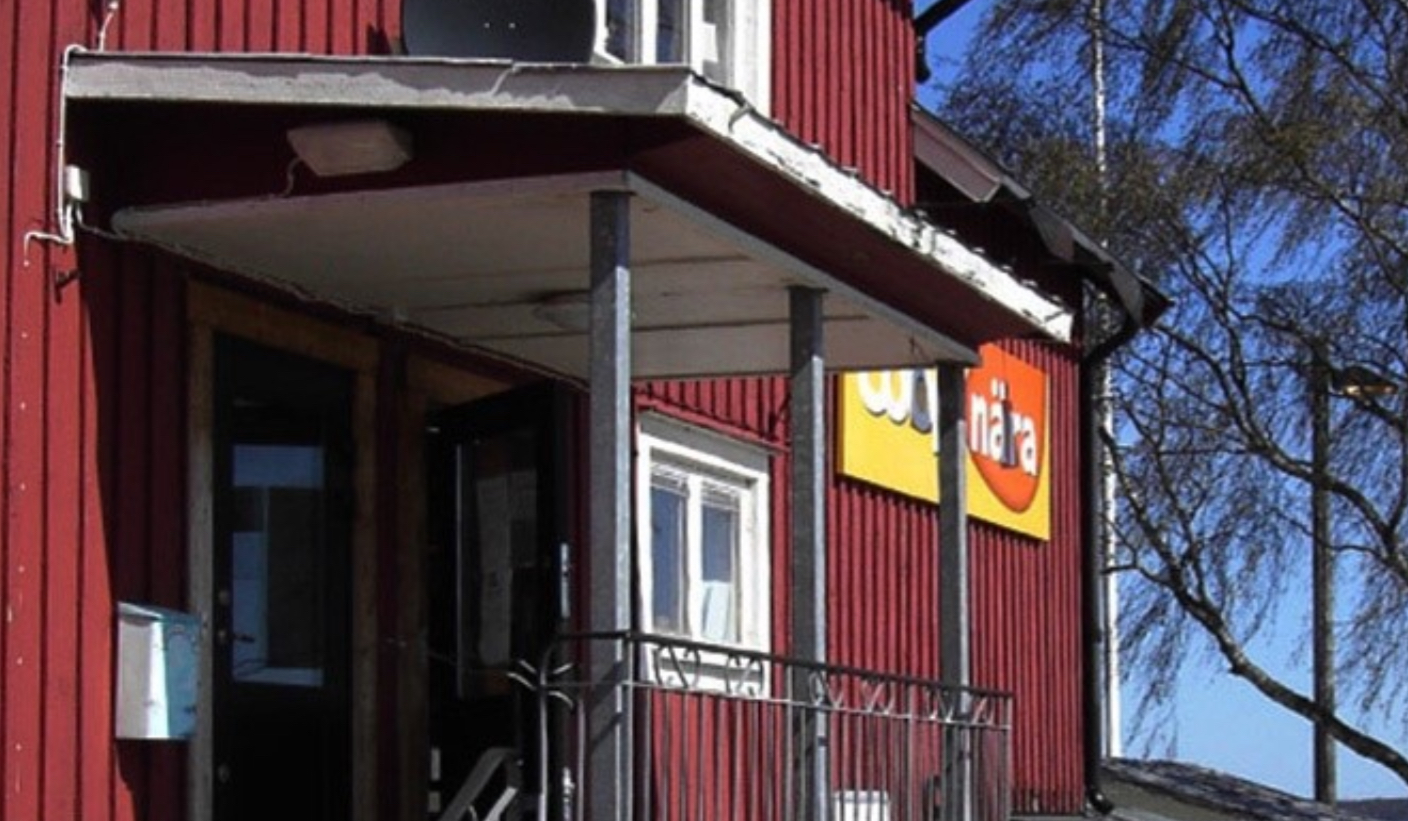
Coop-butiken i Långvik ligger vid ångbåtsbryggan, mittemellan yttre och inre gästbryggorna, bredvid bensinstationen.

Möja Konsumtionsförening är en fristående ekonomisk förening som driver livsmedelsbutiker och bensinstationer på öarna Möja och Ingmarsö i Stockholms skärgård.  Föreningen är medlem i Kooperativa förbundet och är en del av Coop-kedjan.
Möja Konsumtionsförening ägs av 872 medlemmar (dec. 2024).

## Verksamhet och butiker
Möja Konsumtionsförening driver tre butiker med sortiment av livsmedel, hushållsprodukter och andra nödvändigheter såsom drivmedel för boende och besökare i skärgården.
- Coop Berg: Huvudbutiken på Möja är öppen året runt och ligger 75 m väster om hamnen i Berg där även bensinstationen finns.
- Coop Ingmarsö: Butiken är öppen året runt och hittas 150 m väster om gästhamnen, alldeles norr om Södra Ingmarsö brygga. Butiken har en bensinbrygga bredvid gästhamnen. Den 30 maj 2025 nyöppnades Coop Ingmarsö efter en omfattande renovering och upprustning. Butiken har samtidigt byggts om till hybridbutik, vilket innebär att butiken från hösten 2025 kommer kunna vara delvis obemannad och öppen en större del av dygnet.
- Coop Långvik: är en obemannad butik som ligger 30 m från ångbåtsbryggan i Långvik på norra Möja. För att kunna handla krävs Coops app Scan & Pay samt ett svenskt bank-id. Butiken har bensinstation vid kajen. Butiken är öppen under sommarmånaderna juni till september.

Coop Berg och Coop Ingmarsö är bland annat ombud för Systembolaget, Postnord och Apoteket. Till sommaren 2025 planeras en utökning med ombud för DHL och Schenker.

## Historik
Möja Konsumtionsförening grundades den 13 november 1916. 
Föreningen utökade sin verksamhet 2017 genom att köpa livsmedelsbutiken på Ingmarsö. Livsmedelsbutiken på Ingmarsö öppnade år 1887 och verksamheten har varit i gång sedan dess. År 1998 tog affären över ansvaret för öns postkontor.
Till sommaren 2024 gjordes Coop Långvik om till en obemannad butik, den första av sitt slag i Stockholms skärgård.